# NGC 121
NGC 121 é um aglomerado globular na direção da constelação de Tucana. O objeto foi descoberto pelo astrônomo John Herschel em 1835, usando um telescópio refletor com abertura de 18,6 polegadas.